# Cronica sentimentală
Cronica sentimentală este o operă literară scrisă de Ion Luca Caragiale. 